# Ägäische Ragwurz
Die Ägäische Ragwurz (Ophrys argolica subsp. aegaea) ist eine Unterart der Argolischen Ragwurz (Ophrys argolica) aus der Gattung der Ragwurzen (Ophrys) in der Familie der Orchideen (Orchidaceae). Sie kommt nur auf wenigen griechischen Inseln vor.

## Beschreibung

### Vegetative Merkmale
Die Ägäische Ragwurz ist eine ausdauernde krautige Pflanze, die Wuchshöhen von meist 10 bis 20 (7,5 bis 30) Zentimetern erreicht. Als Überdauerungsorgane bildet sie Knollen.

### Generative Merkmale
Die zwittrigen Blüten sind zygomorph und dreizählig. Die Lippe misst 11 bis 14 × 16 bis 20 Millimeter. Sie ist dunkel kastanienbraun gefärbt, das Mittelfeld ist heller rot-orangebraun. Mit Ausnahme des äußeren Rands und der Mitte ist sie dicht bräunlich-braunviolett samtig behaart. An den Schultern ist die Behaarung manchmal etwas heller. Das Kennzeichen der Ägäischen Ragwurz ist die Malzeichnung auf der Lippe, die aus zwei getrennten Keilen besteht.

## Ökologie und Phänologie
Bei Ophrys argolica subsp. aegaea handelt es sich um einen Knollengeophyten.
Die Blütezeit liegt im März.

## Vorkommen
Ophrys argolica subsp. aegaea kommt auf Karpathos, Amorgos und möglicherweise auch auf Kasos vor. Sie wächst auf Brachland, auf Phrygana, in Kiefernwäldern, in Oliven- und Johannisbrotbaumhainen in Höhenlagen von 150 bis 850 Metern.

## Taxonomie
Die Erstbeschreibung erfolgte 1987 als Art Ophrys aegaea durch Manfred Kalteisen und Hans R. Reinhard in Mitteilungsblatt, Arbeitskreis Heimische Orchideen Baden-Württemberg; Beitrage zur Erhaltung und Erforschung Heimische Orchideen., Band 19, Nummer 4, Seite 918. Eine Neukombination zur Unterart Ophrys argolica subsp. aegaea (Kalteisen & H.R.Reinhard) H.A.Pedersen & Faurh. erfolgte 2002 in Henrik Ærenlund Pedersen und Niels Faurholdt: Orchidee (Hamburg), Band 53, Seite 345. Bestätigt wurde dieser Name in Henrik Ærenlund Pedersen, Niels Faurholdt: Ophrys. The Bee Orchids of Europe., 2007, S. 1–297. The Board of Trustees of the Royal Botanic Gardens, Kew. und in P. Dimopoulos, T. Raus, E. Bergmeier, T. Constantinidis, G. Iatrou, S. Kokkini, A. Strid, D. Tzanoudakis: Vascular plants of Greece. An annotated checklist., S. 1–372, Botanic gardens and botanical museum Berlin-Dahlem, Berlin und Hellenic botanical society, Athens, 2013.  Ein Synonym der Unterart ist Ophrys ferrum-equinum subsp. aegaea (Kalteisen & H.R.Reinhard) H.Baumann & R.Lorenz.